# Comune di Vamdrup
Il comune di Vamdrup, fino al 1º gennaio 2007 è stato un comune danese situato contea di Vejle, il comune aveva una popolazione di 7 456 abitanti (2005) e una superficie di 102 km². Capoluogo era la cittadina di omonima.
Dal 1º gennaio 2007, con l'entrata in vigore della riforma amministrativa, il comune è stato soppresso e accorpato, insieme al comune di Lunderskov e a parte del comune di Christiansfeld, al riformato comune di Kolding.